# Album amicorum van Jacoba Cornelia Bolten
Het album amicorum van Jacoba Cornelia Bolten is het negentiende-eeuwse vriendenboek (album amicorum) van de Nederlandse Jacoba Cornelia Bolten (1787-1859). Het album bestaat uit 75 losse bladen die werden bewaard in een doosje. Tussen 1805 en 1843 zijn 41 bijdragen geschreven, getekend en gemaakt door vrienden, familieleden en collega's van Bolten. Het vriendenboek van Bolten is onderdeel van de collectie van de Koninklijke Bibliotheek (signatuur 79 L 40) en is een van de zeventig topstukken van de KB.

## Het album amicorum

### Stamboominformatie in het vriendenboek
Het voorkomen van bepaalde familienamen in het album is terug te voeren op over en weer gesloten huwelijken. Zo waren de Boltens gerelateerd aan de familie Van Driest door het huwelijk van Catharina Elisabeth Bolten (1785-1849) met Paulus Johannes van Driest (1778-1834), en het huwelijk van Maria Petronella Bolten (1789-1850) met Paulus Wijnandus van Driest (1786-1835). Via Van Driest loopt er een lijn naar de familie Kleinpenning door het huwelijk van Catharina Paulina van Driest (1798-1856) met Johannes Stephanus Kleinpenning (1796-1864), en naar de familie De Man door het huwelijk van Agneta Lucretia van Driest (1785-1821) met Engelbert de Man (1777-1844).

### Verdwaalde blaadjes van Paulina van Driest
In het album zijn ook een paar blaadjes van een ander album in het omslag terechtgekomen. Het gaat om het album amicorum van Paulina Catharina Agneta van Driest (1823-1867), een dochter van Maria Petronella van Driest-Bolten. Zij kreeg het – blijkens de inscriptie op fol. 44r van haar moeder ten geschenke – maar kwam mogelijk in de praktijk nooit aan het verzamelen toe waarna op enig moment de blaadjes maar zijn opgeborgen in het album van haar tante.

### Gelegenheidsgedichten door 'J.B.'
In het album staan ook afschriften van elf gelegenheidsgedichten van de hand van ‘J.B.’, naar mag worden aangenomen Jacoba Cornelia Bolten, de eigenaresse van het album. Het is hoogstwaarschijnlijk een overschot van een immense berg gedichten, want wie de inhoud tot zich neemt begrijpt dat er in familie- en vriendenverband niets kon plaatsvinden zonder dat tante Bolten daar op poëtische wijze haar licht op liet schijnen. 

## Afbeeldingen uit het album amicorum

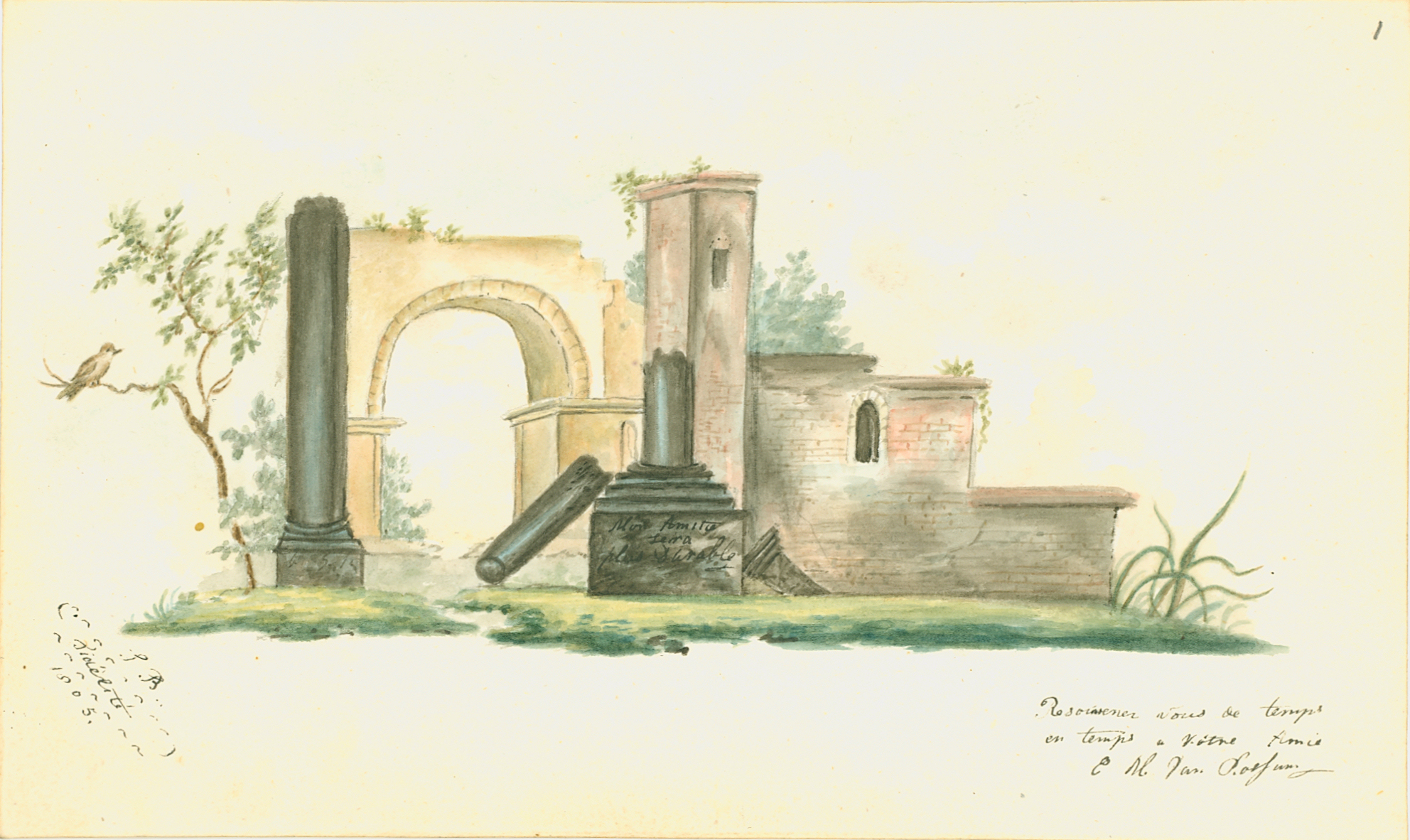
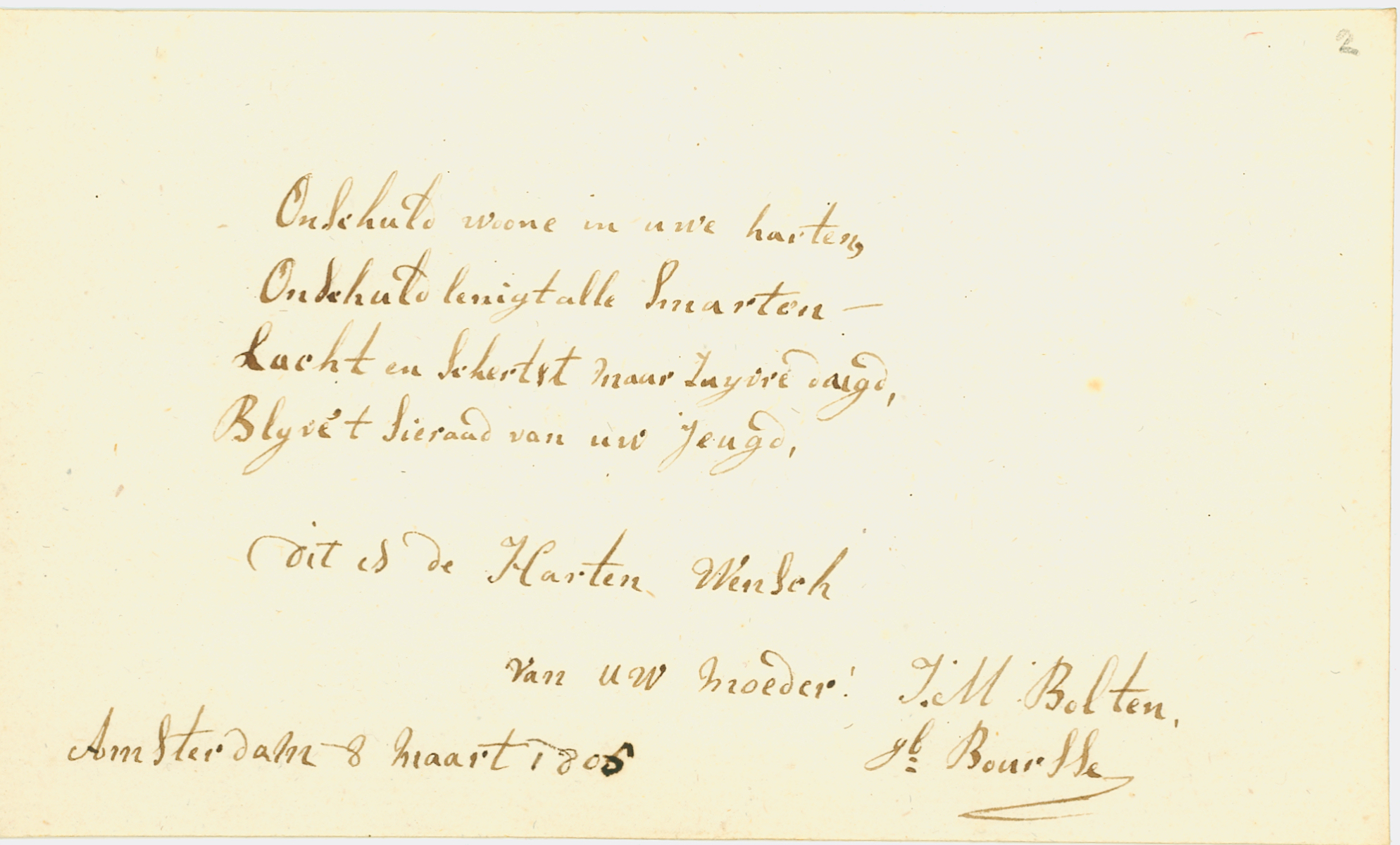
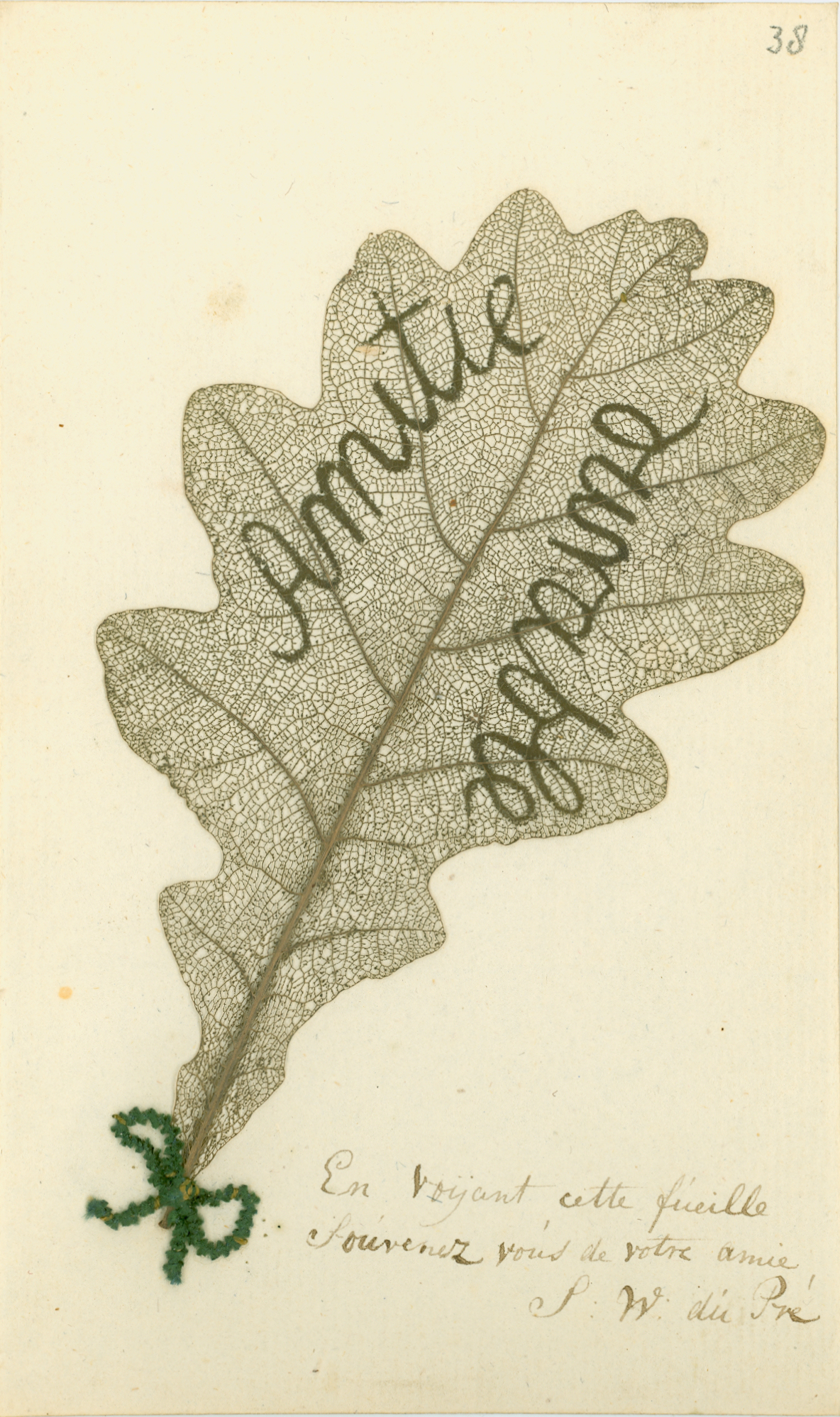
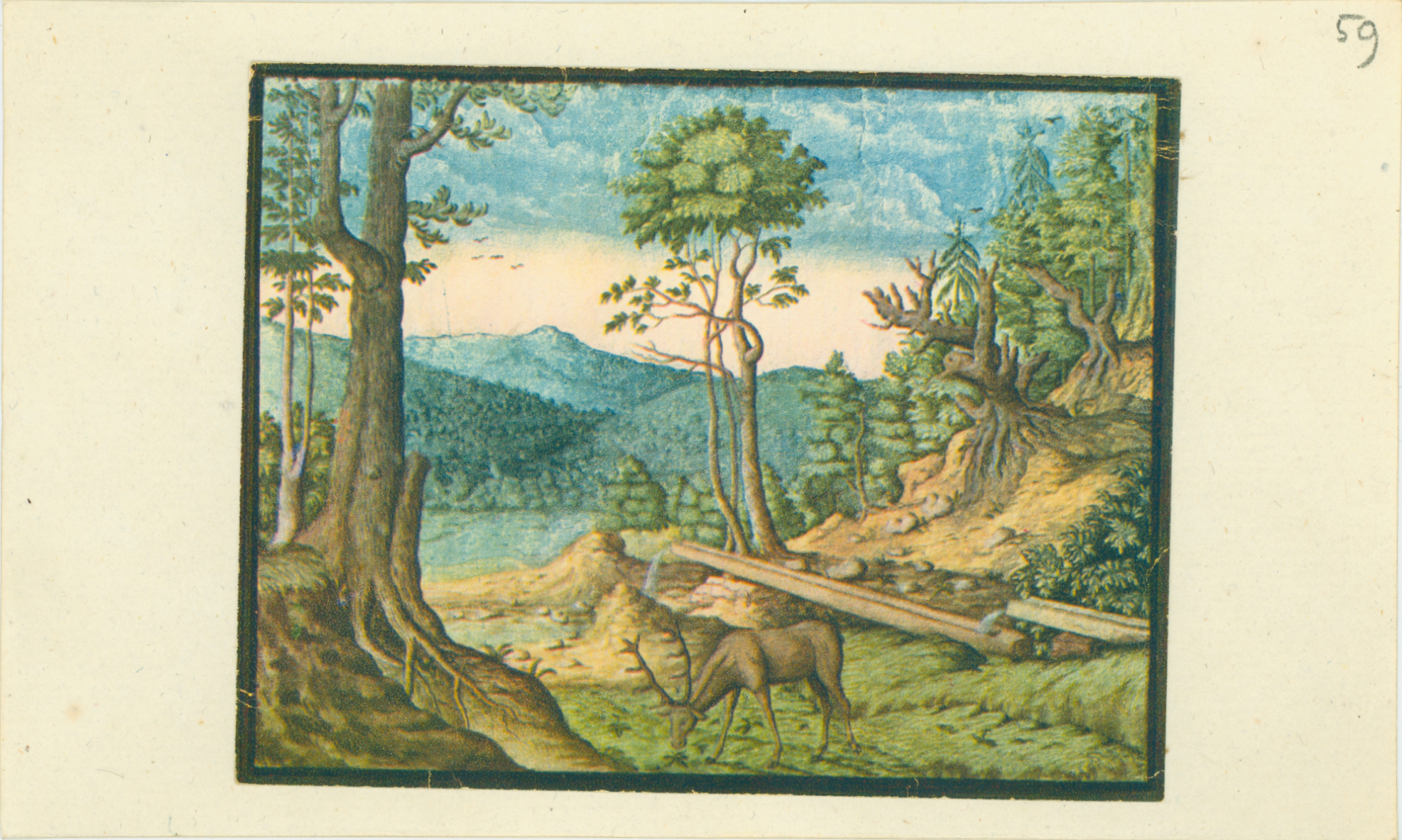
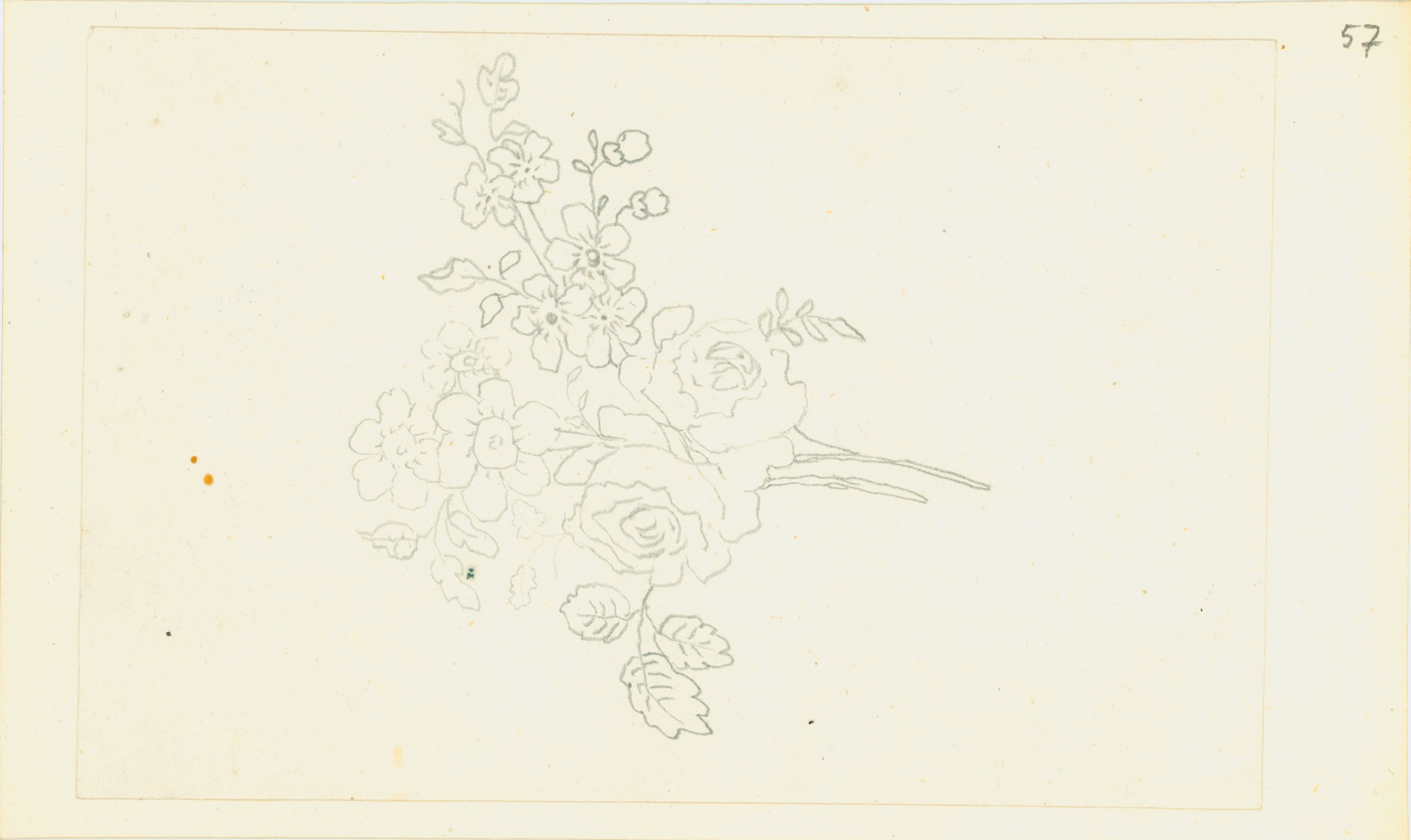
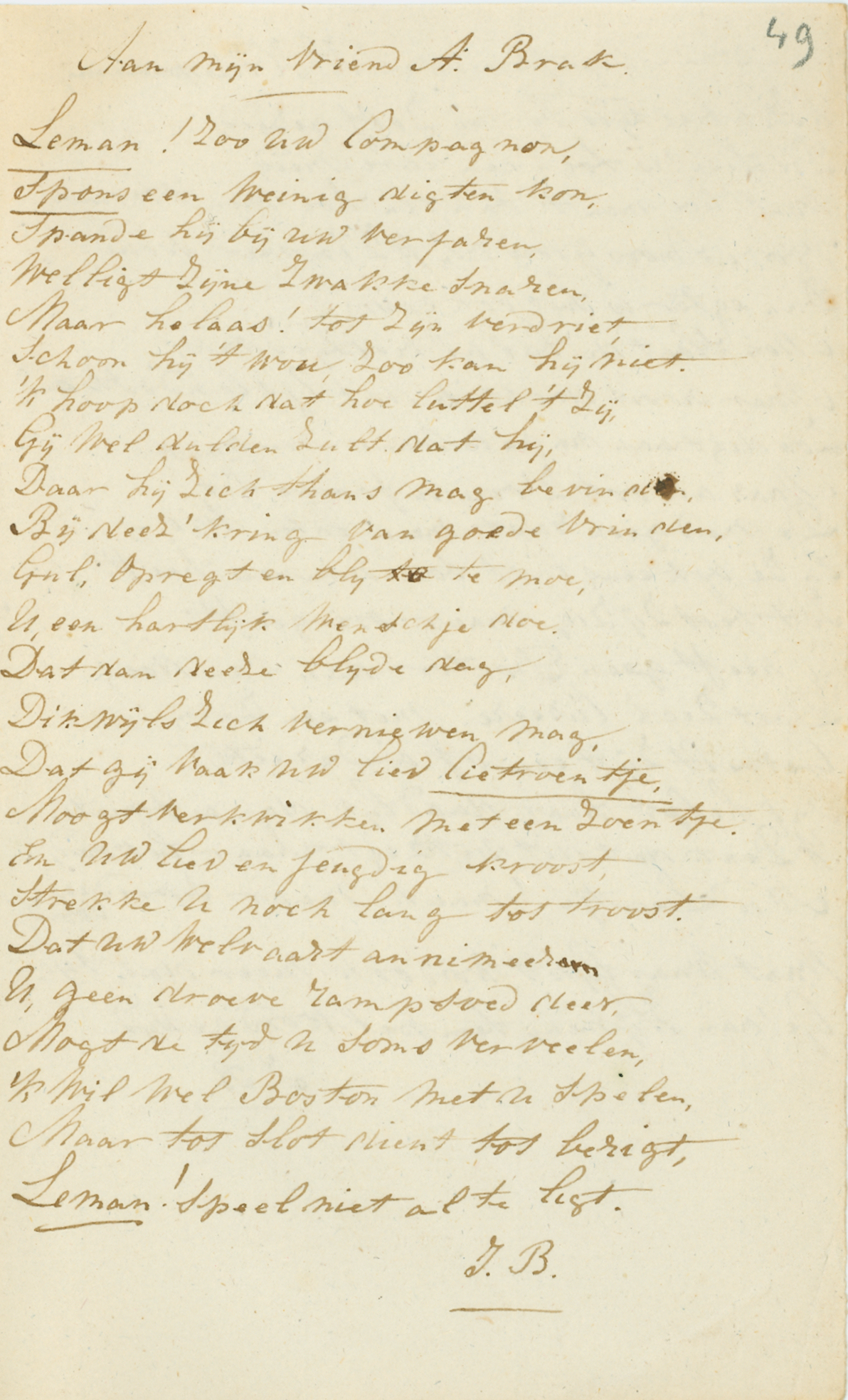